# Labialización
La labialización es un cambio fonético asimilatorio o disimilatorio por el cual un fonema o sonido desplaza su punto de articulación hasta la región labial. Las vocales presentan un tipo especial de labialización denominado redondeamiento vocálico.
También se aplica el término labializado a consonantes con coarticulación labial [ʷ]. Los sonidos más frecuentemente labializados son las oclusivas labiales y velares además de las nasales con esos mismos puntos de articulación.

## Ejemplos
- En el español popular la velarización es una tendencia disimilatoria que afecta a las consonantes velares ante vocal labial: aguja > abuja, aguzado > abuzado (México).
- En las lenguas uto-aztecas la consonante labio-velar kʷ del proto-utoazteca (pUA) se labializa en varias lenguas:

| Glosa    | proto-UA  | Mayo   | Pápago | Náhuatl |
| -------- | --------- | ------ | ------ | ------- |
| 'comer'  | *kʷ'-(y)a | bwa'ye | ko'a   | kʷa     |
| 'águila' | *kʷāhu-   |        | ba´ag  | kʷāw-   |
| 'nombre' | *tekʷa    | tewa   |        | tōka    |

Como se puede ver el mayo labializa siempre, el papago sólo en ciertos contextos y el náhuatl no labializa nunca.
- En las lenguas tupí-guaraní existen tanto oclusivas labializadas como nasales labializadas. Para el proto-tupí-guaraní se reconstruyen cuatro fonemas labializados /pʷ, kʷ; mʷ, ŋʷ/.